# Liatongus aterrimus
Liatongus aterrimus là một loài bọ cánh cứng trong họ Bọ hung (Scarabaeidae).